# Lepidiota scutellata
Lepidiota scutellata är en skalbaggsart som beskrevs av Macleay 1884. Lepidiota scutellata ingår i släktet Lepidiota och familjen Melolonthidae. Inga underarter finns listade i Catalogue of Life.